# Picot menjaglans
El picot menjaglans  (Melanerpes formicivorus) és una espècie d'ocell de la família dels pícids (Picidae). Habita boscos de roures i de roures i pins, des del sud de Washington i nord-oest d'Oregon cap al sud fins al sud de Baixa Califòrnia, des del nord d'Arizona, nord de Nou Mèxic, oest de Texas, Nuevo León i sud-oest de Tamaulipas, cap al sud, fins a l'oest de Panamà, i als Andes de Colòmbia. El seu estat de conservació es considera de risc mínim.